# Цимерман, Яков Петрович
Яков Петрович Цимерман (род. 26 апреля 1988, Казань) — канадский математик.

## Биография
В 1990 году эмигрировал с родителями в Израиль, а в 1996 году — в Канаду. В 2003 и 2004 годах дважды выигрывал золотые медали на Международной математической олимпиаде (в 2004 году с абсолютным результатом). В 2004 году поступил в Торонтский университет. После окончания бакалавриата в университете в 2006 году, продолжил обучение в Принстонском университете, где в 2011 году защитил диссертацию доктора философии под руководством Питера Сарнака (Towards an unconditional proof of the Andre-Oort conjecture and surrounding problems). Постдокторонтуру проходил в Гарвардском университете.
С 2014 года — ассистент, с 2017 года доцент, с 2022 года профессор математического отделения в Торонтском университете.
Основные труды в области теории чисел и алгебраической геометрии.

## Награды и премии
В 2014 году был награждён стипендией Слоуна, в 2015 году — премией Рамануджана, в 2016 году — премией Рибенбойма, в 2017 году — премией Андре Айзенштадта, в 2022 году — премией Новые горизонты математики, в 2023  году — премией Островского, в 2024 году — Джон Л. Синга.